# الكشف عن نعاس السائق

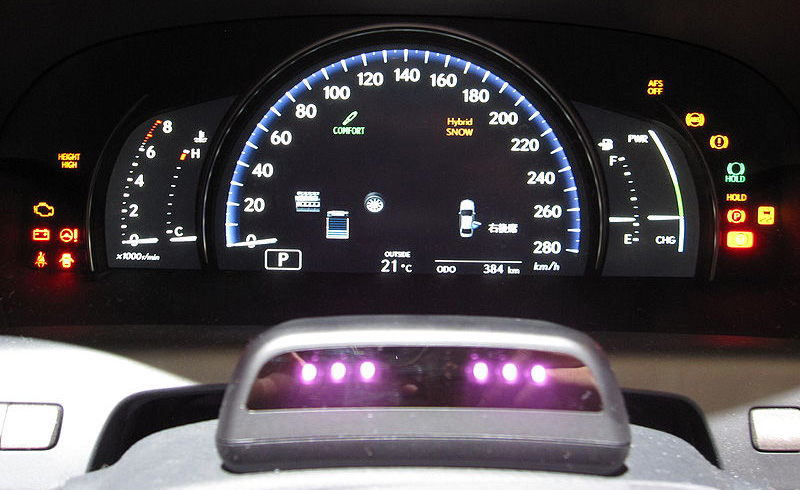
مساعد اليقظة مع أجهزة استشعار الأشعة تحت الحمراء على عجلة القيادة

الكشف عن نعاس السائق هو تقنية أمان للسيارة تساعد على منع الحوادث الناجمة عن النعاس. تشير دراسات مختلفة إلى أن حوالي 20٪ من جميع حوادث الطرق مرتبطة بالتعب، وتصل إلى 50٪ في بعض الطرق.
تتعلم بعض الأنظمة الحالية أنماط السائق ويمكنها اكتشاف متى يصبح السائق نعسانًا.

## وصف
من أجل منع وقوع الحوادث، يجب أن يكون النظام قادرًا على اكتشاف التركيز المتناقص في وقت مبكر، مما قد يؤدي إلى نشوء النعاس خطير. علاوة على ذلك، يجب أن يظل تقييم استيقاظ السائق ضمن نطاق مقبول، أي ألا ينطوي على أي جهد خاص ولا ينبغي تعطيله بواسطة أجهزة الإنذار الخاطئة.
في نهج الأنظمة الأولى للتطوير وجب تحديد درجة اليقظة السائق مباشرة. لهذا الغرض، تم إنشاء أسلاك أو نظارات خاصة فيها أجهزة استشعار تراقب نشاط العين. في نظم أخرى، يتم رصد ميل الرأس. لكن النتائج لم تكن مرضية.
في النظم الحالية، يتم اتباع طرق مختلفة، يتم فيها الاستنتاج بشكل غير مباشر من عمليات النعاس. السمة الشائعة هي أن الاستنتاجات المستخلصة من القياسات تؤدي إلى إخراج إشارات صوتية أو بصرية أو لمسي متدرج وعرض الرسائل المناسبة، حيث يصف مقدمو الخدمات هذه الرسائل بأنها «لطيفة»، لأن الخوف من شخص نائم يمكن أن يسبب ردود فعل عنيفة غير مرغوب فيها.
يمكن استخدام تقنيات مختلفة لمحاولة اكتشاف نعاس السائق.
تتمثل إحدى الطرق في مراقبة التزام المسار بين علامات الخط من خلال تقييم الصور من كاميرا فيديو. مثل هذه العلامات موجودة بشكل خاص على الطرق الأكثر تطوراً، وهذا النوع من الحوادث يحدث بشكل متكرر على مثل هذه الطرق. يعتمد ذلك على اعتبار أن السائقين النعسانين يبدأوا في الانتقال في البداية بشكل ملحوظ بين العلامات.
هناك طريقة أخرى تتمثل في المراقبة المستمرة والحساسة للحركات التوجيهية التي ستغير من نعاس الأشخاص في وقت مبكر. أنها تجعل أخطاء التوجيه أصغر، والتي غالبا ما يتم تصحيحها بسرعة وبشكل مفاجئ. وعلى أساس هذه التصحيحات السريعة، يقوم النظام بحساب درجة التعب المرتبطة بسلوك الوميض، وساعة  اليوم، وسرعة السيارة.

## تقنية

### مراقبة نمط التوجيه
يستخدم في المقام الأول إدخال التوجيه من نظام توجيه الطاقة الكهربائية.

### مراقبة موقع السيارة في الحارة
تستخدم كاميرا مراقبة حارة.

### مراقبة عين/وجه سائق
يتطلب كاميرا تراقب وجه السائق.

### القياس الفسيولوجي
يتطلب أجهزة استشعار الجسم لقياس المعلمات مثل نشاط الدماغ ومعدل ضربات القلب، تصرف الجلد، نشاط العضلات.

## أنظمة
- أودي: نظام توصية الراحة [10]
- بي إم دبليو: مساعد القيادة النشط مع مساعد الاهتمام يحلل سلوك القيادة، وإذا لزم الأمر، ينصح السائق بالراحة. يتم تقديم نصيحة أخذ قسط من الراحة في شكل رموز رسومية تظهر على شاشة التحكم.[11]
- بوش: «كشف نعاس السائق» [12] يأخذ المدخلات من مستشعر زاوية التوجيه، وكاميرا مساعدة الممر الأمامي، وسرعة السيارة وساق الإشارة.
- سيتروين: يستخدم AFIL / LDWS تقنيات مختلفة لمراقبة موضع السيارة على الطريق. تستخدم بعض النماذج أجهزة استشعار مثبتة أمام العجلات الأمامية، لمراقبة علامات الخط. تستخدم النماذج الأخرى كاميرا مثبتة في أعلى منتصف الزجاج الأمامي لنفس الغرض. يقوم كلا النظامين بتنبيه السائق بالاهتزازات في مقعد السائق، في النصف الأيسر أو الأيمن من وسادة المقعد، على التوالي.[13] تقديمه مع طراز سيتروين سي 4 موديل 2005، تلاه سيتروين سي 5 موديل 2008 وسيتروين سي 5 بيكاسو موديل 2013.
- دي إس للسيارات:
  - AFIL / LDWS :[14] نظام تحذير مغادرة الحارة يعطي تذكيرًا مسموعًا إذا خرجت عن الخط.
  - تحدد مراقبة دي إس انتباه السائق[15] أي انخفاض في تنبه السائق. باستخدام كاميرا الأشعة تحت الحمراء فوق عجلة القيادة، تراقب مراقبة دي إس انتباه السائق بشكل مستمر: العيون لعلامات التعب (الوامضة)؛ حركات الوجه والرأس لعلامات الإلهاء؛ والدورة التي تقودها السيارة في حارة الطريق (الانحرافات أو حركات التوجيه من قبل السائق).
- فورد: تنبيه السائق [16]، قدم مع فورد فوكس موديل 2011.
- هوندا: قدمت CRV مراقب انتباه السائق في عام 2017.[17] يتم تقديمها أيضًا في اكورد موديل 2018 [18]
- هيونداي موتور: تنبيه انتباه السائق (DAA)، ظهر لأول مرة مع أي 30 موديل 2017.
- جاكوار لاند روفر: مراقب حالة السائق وتنبيه تعب السائق، كلاهما يقيمان تقنية القيادة بحثًا عن علامات تعب السائق. عندما تحدد الميزة ما إذا كان السائق مرهقًا، يعرض مركز الرسائل التحذير، خذ استراحة!، لمدة دقيقة واحدة، يرافقه صوت مسموع. عند استمرار القيادة لأكثر من 15 دقيقة بعد التحذير الأول، دون أخذ استراحة، يتم إعطاء تحذير إضافي. يستمر التحذير حتى يتم الضغط على الزر «موافق» الموجود في عنصر تحكم قائمة عجلة القيادة.
- كيا: تحذير انتباه السائق (DAW)، لأول مرة مع ستينغر موديل 2018.
- مازدا: تنبيه تركيز السائق [19] ينشط بسرعات تتجاوز 65 كيلومتر في الساعة (40 ميل/س). يتعلم سلوك القيادة من خلال إدخال التوجيه وموضع الطريق أثناء بداية الركوب ومقارنة البيانات المستفادة خلال المراحل اللاحقة من الركوب. يؤدي الاختلاف فوق عتبة معينة إلى ظهور إشارة صوتية ومرئية. لأول مرة في مازدا CX-5 موديل 2015.
- مرسيدس-بنز:مساعد الانتباه [20] في عام 2009، كشفت مرسيدس-بنز عن نظام يسمى مساعد الانتباه يراقب مستوى إرهاق السائق وخموله بناءً على مدخلات القيادة. يصدر تنبيهًا مرئيًا ومسموعًا لتنبيه السائق إذا كان هو أو هي نعسان جدًا من مواصلة القيادة. إنه مرتبط بنظام الملاحة في السيارة، وباستخدام هذه البيانات، يمكنه إخبار السائق أين تتوفر القهوة والوقود.[21]
- كاديلاك: نظام سوبر كروزجي ام 2008 كاديلاك سي تي 6، يستخدم نظام نظام سوبر كروز تقنية رؤية FOVIO، التي طورتها شركة Seeing Machines، لتمكين كاميرا الأشعة تحت الحمراء بحجم قطعة الحلوى على عمود عجلة القيادة لتحديد بدقة حالة انتباه السائق. يتم تحقيق ذلك من خلال قياس دقيق لتوجيه الرأس وحركات الجفن في ظل مجموعة كاملة من ظروف القيادة أثناء النهار والليل بما في ذلك استخدام النظارات الشمسية.
- نيسان: تحذير انتباه السائق (DAA) [22]، ظهر لأول مرة مع كاشكاي موديل 2014، تليها ماكسيما موديل 2016.
- رينو / داسيا: تحذير للكشف عن التعب (TDW)، تم طرحه مع ميجان موديل 2016.
- سوبارو: مساعدة سائق ايسايت
- شكودا: تنبيه التعب عبر ايباز(متوفر في معظم الموديلات منذ عام 2013 وما بعده)
- فولكس فاجن: نظام الكشف عن التعب [23]
- فولفو: مراقبة تنبيه السائق [24] في عام 2007، أطلقت فولفو أول نظام للكشف عن نعاس السائقين في العالم، مراقبة تنبيه السائق. يقوم النظام بمراقبة حركات السيارة وتقييم ما إذا كان يتم قيادة السيارة بطريقة مسيطر عليها أم لا. إذا اكتشف النظام درجة عالية من خطر تعرض السائق للنعاس، يتم تنبيه السائق عبر إشارة صوتية. أيضًا، تظهر رسالة نصية في عرض معلومات السيارة لتنبيهه برمز فنجان القهوة لأخذ قسط من الراحة. بالإضافة إلى ذلك، يمكن للسائق استرداد معلومات القيادة بشكل مستمر من كمبيوتر الرحلة بالسيارة. نقطة الانطلاق هي خمسة أشرطة. كلما كانت القيادة أقل اتساقًا، بقيت الأعمدة أقل.
- مرشد مكافحة النوم - جهاز دنماركي يمكن تركيبه على أي مركبة، يستخدم مجموعة من مقاييس التسارع واختبارات التفاعل.[25]
- فيغو- سماعة بلوتوث ذكية تكتشف علامات النعاس من خلال حركة العينين والرأس، وتستخدم مزيجًا من الضوء والصوت والاهتزاز لتنبيه المستخدم.[26]